# Хильков, Семен Алексеевич
Хильков Семен Алексеевич (1891 — 1973) — советский политический деятель, член Центрального ревкома Донбасса, член губернского революционного комитета Донецкой губернии.

## Биография
Родился в 1891 году.
До революции был одним из руководителей большевистской организации Таганрога. Из-за политической работы был сослан. После февральской революции вернулся из ссылки стал одним из организаторов гришинcкой большевистский организации.
В конце лета 1917 приехал в Таганрог. 17 сентября принимал участие в общегородских собраниях членов РСДРП, на котором был избран членом городского комитета.
4 декабря 1917 участвовал в съезде ревкомов Донбасса от Таганрога, на этом же съезде был избран в Центральное бюро Военно-революционных комитетов Донбасса.
В январе 1918 г. по поручению Центрального военно-революционного комитета Донбасса руководил разоружением 3-й кавалерийской дивизии, отдельные части которой были расположены в Гришинском районе.
В феврале 1919 года был назначен одним из пяти членов губревкома новообразованной Донецкой губернии.
Умер в Москве в 1973 году похоронен на Новодевичьем кладбище.

## Семья
Жена: Хилькова Нина Васильевна (1901-1983)